# Henning Wijkmark
Oskar Henning Vilhelm Wijkmark,  född den 20 juli 1875 i Tånnö, Jönköpings län, död den 8 september 1936 i Kungsholms församling, Stockholm, var en svensk skolman och teolog, far till Kerstin Bernadotte, Gunnar Wijkmark och Carl-Henning Wijkmark.
Wijkmark, som var prästson, blev 1893 student vid Lunds universitet och avlade 1897 teologiska ämbetsexamina och 1911 teologisk licentiatexamen. Han blev 1906 adjunkt vid Nya elementarskolan i Stockholm och 1911 studierektor för Kungsholmens läroverk för flickor, en plats Wijkmark lämnade 1923. Han utnämndes 1926 till lektor i kristendom och modersmålet vid Högre realläroverket å Norrmalm.
Wijkmark blev teologie hedersdoktor i Tübingen 1923 och promoverades samma år till teologie doktor i Lund, sedan han speciminerat med en på ingående forskningar stödd monografi över Samuel Ödmann (samma år), vars valda skrifter han 1925 utgivit i en efter handskrifter redigerad upplaga.  Wijkmark lämnade även många bidrag till det i Köpenhamn utgivna "Kirkeleksikon for Norden".
Wijkmark utgav dessutom Studier till den wallinska psalmbokens framkomst (2 delar, 1906-07), Professor C.F. Falléns biografiska anteckningar (1914), Wolffs filosofi och svensk teologi (1915), Linné i bibelkommissionen, en episod (1916), Pehr Tollesson  (1925), A. C. Rutström (1926), Från Nya elementarskolans ungdomstid (festskrift 1928) samt Svensk kyrkohistoria I-II (1928–1931).
Wijkmark är begraven på Norra begravningsplatsen utanför Stockholm.